# زمان ظهور زرتشت
زمان ظهور زرتشت با همهٔ پژوهش‌های دانشمندان قدیم و جدید، هنوز هم در پردهٔ ابهام است. در این مقاله دیدگاه‌های فراوانی که دربارهٔ تاریخ ظهور زرتشت وجود دارد، مطرح می‌شوند. به‌طورکلی، برای تاریخ ظهور زرتشت سه حوزهٔ زمانی مختلف در نظر گرفته شده‌است.
برخی از مورخان سال تولد زرتشت را در ۱۰۰۰ پیش از میلاد تخمین زده‌اند. زادروز زرتشت در بین پژوهشگران و تاریخدانان مبحثی مورد مباحثه و مجادله است. این تفاوت از ۶۰۰ تا ۱۲۰۰ پیش از میلاد می‌باشد.
- زرتشت بیش از ۵۰۰۰ سال پیش از مسیح می‌زیسته‌است.
- زرتشت حدود ۱۰ تا ۱۲ سده پیش از مسیح می‌زیسته‌است.
- زرتشت بین ۵ تا ۶ سده پیش از مسیح می‌زیسته‌است.
- تاریخ‌های پراکنده

## بیش از ۵۰۰۰ سال پیش از مسیح

### کهن‌ترین سند
کهن‌ترین سندی که از زمان زندگی زرتشت در دست است از خانتوس لیدیایی یا کسانتوس یا زانتوس (به انگلیسی: Xanthus) می‌باشد که در قرن پنجم پیش از میلاد می‌زیست و یکی از همراهان هرودوت و معاصر اردشیر یکم است. این سند می‌گوید که زرتشت ۶۰۰ سال پیش از لشکرکشی خشایارشا به یونان می‌زیسته‌است. اما در نسخه‌های دیگر به جای ۶۰۰ رقم ۶۰۰۰ آمده‌است.
شهبازی رقم ۶۰۰ را صحیح دانسته و به نظر او زرتشت در ۱۰۸۰ سال پیش از میلاد می‌زیسته است اما گراردو نیولی با انتقاد از نظر شهبازی، رقم ۶۰۰۰ را درست می‌داند بر این اساس که در میان دانشمندان و نویسندگان یونان این تمایل وجود داشته‌است که افلاطون را از طریق دو دورهٔ سه هزار ساله به زرتشت پیوند دهند. به نظر این دانشمند این تاریخ هر چه باشد ارزش تاریخی ندارد.

### دیگر روایات یونانی
- ارسطو شاگرد افلاطون می‌نویسد که زرتشت ۶۰۰۰ سال پیش از وفات افلاطون می‌زیست.[۴]
- اودوکسوس کنیدوسی شاگرد افلاطون که پیش از افلاطون درگذشت و از یاران نزدیک او به‌شمار می‌آمده‌است از گفتهٔ پلینیوس بزرگ می‌گوید که زرتشت ۶۰۰۰ سال پیش از افلاطون می‌زیسته‌است.[۵]
- هرمودوروس (به انگلیسی: Hermodoros) شاگرد افلاطون می‌گوید زرتشت ۵۰۰۰ سال پیش از جنگ یونان و تروا می‌زیسته‌است.[۴]
- پلوتارخوس (به انگلیسی: Plutarkhos) یا پلوتارک یونانی که در سال ۴۶ پس از مسیح زاده شد و در سال ۱۲۵ در گذشته‌است، زمان زرتشت را پنج هزار سال پیش از جنگ ترویا یاد می‌کند.[۶]

از ذکر اقوال سایر مورخان یونانی که فقط نقل قول از دیگران و در واقع تکرار است صرف نظر کردیم، هر چند که کلیهٔ اقوال یونانیان بی‌اساس است ولی دلیل است که زرتشت متعلق به یک زمان بسیار قدیم است و در دو هزار سال پیش از این هم مانند امروز در سر تعیین زمان او اختلاف داشتند.

## سده ۸ پیش از میلاد مسیح
پیرو مستندات باستان‌شناختی مرتبط با عصر آهن آسیای مرکزی و شمال افغانستان از یک سو و بررسی تطبیقی محتوای متون اساطیری و شواهد باستان‌شناختی آن مناطق از سوی دیگر، دو نظر مشابه هم مطرح شده است که بر اساس آن‌ها، زمان زرتشت و ظهور اندیشه او مرتبط در نیمه دوم از سده هشتم پیش از میلاد بوده است.

## بین ۵ تا ۶ سده پیش از مسیح
روایات ایرانی، که برپایهٔ منابع پهلوی مانند بندهشن و ارداویرافنامه تکیه دارند و پس از زوال نفوذ آیین زرتشت نوشته شده‌اند، زایش زرتشت را سه قرن پیش از اسکندر مقدونی می‌دانند. این روایت به وسیلهٔ بیرونی و مسعودی و دیگر نویسندگان ایرانی پایدار ماند و تا قرن گذشته نیز اعتبار خود را حفظ کرد.
صراحت و قطعیتی که روایات سنتی به تثبیت دورهٔ زندگی زرتشت در ۳۰۰ سال پیش از اسکندر داده‌اند، سبب شد که بعضی خاورشناسان، نظیر: فردیناند یوستی، گلدنر، وست، و ویلیامز جکسون این تاریخ را تقریباً نزدیک به تحقیق بدانند.

### همزمانی زرتشت با پادشاهی گشتاسپ پدر داریوش بزرگ
از آن‌جا که بیشتر پژوهشگران طرفدار تاریخ سنتی، مبنای کار را روی مقارن بودن زرتشت با گشتاسپ یا ویشتاسپ، پدر داریوش بزرگ قرار داده‌اند، نتیجه کار آن‌ها یکسان است. چنان که هرتل و هرتسفلد از شباهت اسمی استفاده کرده، پدر داریوش بزرگ  را با کی گشتاسپ  یا کی ویشتاسپ یکی دانسته‌اند، ناگزیر، زمان زرتشت را سال ۵۰۰ پیش از میلاد می‌پندارند.
کسانی چون وندیشمن، ویلیام گیگر، تیل، الدنبرگ، بارتولومه، ادوارد مایر، کریستن سن، مری بویس، ابراهیم پورداود و شاپور کاووسجی روایات سنتی را از همه جهات با دلایل قاطعی رد کرده‌اند.